# عرس الزين (رواية)
عرس الزين رواية عربية معاصرة، كتبها الروائي السوداني الراحل الطيب صالح عام 1969، وتعتبر كتاباً كلاسيكياً في الأدب العربي.
يصوّر الكاتب حياة القرى في شمال السودان المتأثّرة بالتراث الإسلامي والسوداني.

## ملخص الرواية
زين مغفل غريب الأطوار لكنه محبوب من الجميع على الرغم من منظره المخيف، يعيش حياة بسيطة مليئة بالضحك والفكاهة والجنون. يقع الزين في حب نعمة، وهو أمر فاق توقعات القرويين.
في عام 1976 أَُصدِرَ فيلم بنفس العنوان من إخراج خالد الصديق.

## وصلات خارجية
- 2007  مراجعة قدمتها ليلى عبد الرحمن